# Лівінгстон (Каліфорнія)
Лівінгстон (англ. Livingston) — місто (англ. city) в США, в окрузі Мерсед штату Каліфорнія. Населення — 14 172 особи (2020).

## Географія
Лівінгстон розташований за координатами 37°23′15″ пн. ш. 120°43′30″ зх. д. / 37.38750° пн. ш. 120.72500° зх. д. (37.387565, -120.725084).  За даними Бюро перепису населення США в 2010 році місто мало площу 9,62 км², уся площа — суходіл.

## Демографія
Згідно з переписом 2010 року, у місті мешкало 13 058 осіб у 3156 домогосподарствах у складі 2803 родин. Густота населення становила 1357 осіб/км².  Було 3320 помешкань (345/км²).
Расовий склад населення:
| - 40,3 % — білих - 17,0 % — азіатів - 2,7 % — корінних американців - 0,8 % — чорних або афроамериканців - 0,1 % — вихідців з тихоокеанських островів - 34,8 % — осіб інших рас |

До двох чи більше рас належало 4,2 %. Частка іспаномовних становила 73,1 % від усіх жителів.
За віковим діапазоном населення розподілялося таким чином: 32,6 % — особи молодші 18 років, 60,4 % — особи у віці 18—64 років, 7,0 % — особи у віці 65 років та старші. Медіана віку мешканця становила 27,4 року. На 100 осіб жіночої статі у місті припадало 102,1 чоловіків;  на 100 жінок у віці від 18 років та старших — 102,0 чоловіків також старших 18 років.
Середній дохід на одне домашнє господарство  становив 57 096 доларів США (медіана — 51 538), а середній дохід на одну сім'ю — 57 140 доларів (медіана — 52 902). Медіана доходів становила 32 011 долар для чоловіків та 24 052 долари для жінок. За межею бідності перебувало 20,8 % осіб, у тому числі 30,0 % дітей у віці до 18 років та 19,6 % осіб у віці 65 років та старших.
Цивільне працевлаштоване населення становило 5855 осіб. Основні галузі зайнятості: виробництво — 20,8 %, сільське господарство, лісництво, риболовля — 19,3 %, освіта, охорона здоров'я та соціальна допомога — 17,5 %.